# 자동판매기네트워크신문사
자동판매기네트워크신문사(vendingnews)는 2020년 1월 7일, 창간된 자동판매기 분야 전문 언론기관(言論機關)이다. 자동판매기네트워크신문사 창간 준비위원회(위원장 조유진 본점 지배인)는 자동판매기 업계가 수요가 있음에도 불구하고, 일부 신문사를 제외하곤 이렇다 할 신문사가 없다는 사실, 특히 인터넷을 기반으로 하는 신문사가 없다는 사실에 착안하여 자동판매기 업계 전반의 소식전달과 다양한 분석을 통한 독자의 알권리 실현 및 자동판매기를 비롯한 전 분야에 걸친 종합 뉴스 발행으로 독자가 모든 정보를 접할 수 있도록 일조하기 위해 새로운 신문사가 필요하다고 판단한 것으로 알려졌다.